# 崔栄喜
崔 栄喜（チェ・ヨンヒ、1921年3月1日 - 2006年1月11日）は、大韓民国の軍人、外交官、政治家。朝鮮戦争の指揮官であり、陸軍中将で陸軍参謀総長（第12代）を務めた。退役後は国会議員（第7代・第8代・第9代・第10代）、国防長官（第16代）、維新政友会院内総務などを歴任した。太極武功勲章授与者。本貫は隋城崔氏、仏教徒。

## 来歴
1921年、日本統治下の朝鮮京城府（現ソウル特別市）生まれ。1944年に日本の専修大学法学部卒業後、日本陸軍工兵学校に入校し、日本陸軍工兵少尉に任官される。
戦後、韓国に帰国した後、1946年2月18日付で軍事英語学校を卒業し、任少尉（軍番10051番）。1947年、第1旅団人事参謀。5月、陸軍本部人事処長。
1949年11月、憲兵司令官。
1950年4月、第15連隊長。
朝鮮戦争が勃発すると第1師団の指揮下に入り臨津江や洛東江での戦いで勇戦した。1950年10月、第1師団副師団長。12月、第8師団長。
1952年6月、国防部長官補佐官兼政訓局長。同年7月、陸軍本部作戦参謀副長。同年8月、アメリカ陸軍指揮幕僚大学に留学。
1953年6月26日、第15師団長。9月、第5軍団長。
1956年9月、第2軍司令官。
1959年2月、教育総長、任中将。
1960年、四月革命が起こると、宋堯讃より統合司令官に任ぜられる。
5月、政治的利害関係（大統領代行兼首相の許政は、崔慶祿を陸軍参謀総長に採用しようとしたが、張勉民主党代表最高委員と縁があった崔慶祿は許政の参謀総長職提案を遠慮したため）により、陸軍中将の身分で陸軍参謀総長に選出された。在任中、整軍運動を支持していた朴正煕少将に人事参謀副長への就任を打診したが、拒否されている。
参謀総長退任後は合同参謀本部議長を務めたが、9月24日、金明煥大領ら16人の整軍派中堅将校らが押しかけ、崔に辞任を迫る「下剋上事件」が起こる。彼らが押しかけた理由は、整軍運動への批判声明を発したマイケル・ファーマー大将と並んだ写真が新聞に掲載されていたことだった。当時、沈興善憲兵監ら将官3名も同席し、整軍派将校との面会は終始穏やかな雰囲気で行われたという。しかし事件後、整軍派は次々と逮捕され、特に辞任を迫った16人は陸軍中央懲戒委員会から急遽軍法会議にかけられた。これは崔本人の意向とも、整軍運動に反対するアメリカ側からの勧告とも言われる。この出来事は、のちの5・16軍事クーデターの導火線となった。
これがきっかけで1960年10月に陸軍を退役し、1962年4月から在トルコ特命全権大使に任命され、兼任で在イラン特命全権大使、在ヨルダン特命全権大使、在サウジアラビア特命全権大使など4ヶ国の特命全権大使を兼職した。また、1961年にジョージ・ワシントン大学大学院で政治学の修士号を取得した。 
1967年7月、民主共和党公認で第7回国会議員選挙に立候補して当選し、1968年2月、国防長官に就任した。1979年に維新政友会議長。
1981年に政界を引退した後は実業家に転身し、韓国地域社会福利会の会長、大韓通運社長、韓国総合食品会社社長、檀国大財団理事などを務めていた。

## 叙勲
- シルバースター - 1951年3月3日[9][10]
- レジオン・オブ・メリット - 1952年11月20日[11]
- レジオン・オブ・メリット - 1953年1月22日[12]
- 太極武功勲章 - 1953年6月5日
- 乙支武功勲章
- 金星忠武武功勲章
- 花郎武功勲章

## 姻族
元韓国空軍参謀総長の金斗万（元国会議員の金翔宇の父）は相舅。

## 朝鮮戦争での逸話
- 1950年7月末から8月初めにかけて第15連隊長であった崔は独断で大邱に募集班を派遣し、人手を集めた。どこの部隊でも物資の荷揚げ等の労務者を独自に集めていたので、ここまでは問題なかったが、第15連隊は3千人の人員を集め、これに階級を与えて大隊3個と補充大隊1個に編成していた。

- 1951年4月、第8師団は湖南地方のゲリラ掃討に当たり、成功を収めた。戦果もさることながら民衆対策に万全を期し、住民の評判が良かった。白善燁は、崔は今回の討伐までは対ゲリラ戦の経験が無かったのに、どうしてあんなに手際よく対処できたのか不思議であった。その理由を訊いてみると「常識ですよ。あらゆる戦闘でもそうだが、教養、人格、人間性や徳性、それらを総合した常識をもってすれば必ずうまくやれる。常識がなければ必ず失敗するものだ」と崔は答えた。

- 1951年夏、国連軍の夏季攻勢が実施された。この攻勢においてアメリカ第10軍団（バイアス少将）は隷下の5個師団[† 1]を並列させ制限攻撃を実施した。つまり隷下の部隊同士が競い合うようにしたのである。この攻勢で火力が少なく、地形が最も堅固であった韓国第8師団の攻撃が最も進捗し、常に第10軍団の攻勢を先導する形となった。これは崔師団長が隷下の部隊を競争されるようなことをせず、協力し合うように心掛けたためであった。このため師団の手持ちの火力を最大限に使用し、お互いを助け合わせることによって、師団の全戦力を常に発揮できた。そのため第8師団は「戦果を競わない部隊」として有名であった。

- 白善燁によれば明るい性格であり、そのため崔の指揮する部隊はいつも明るかった[14]。また1951年2月の横城戦闘で第8師団が大損害を被ると、全軍注視のなかで大恥をかいたと申性模国防部長官が激怒し、師団長更迭、退役と厳しい処分が決まりかけていた[14]。崔の明るい性格を評価していたアーモンド軍団長はこれまでの戦功にシルバースターを授与するといい、その授与式に国防部長官を列席を求めた[14]。これによって長官の怒りは冷めて師団長更迭は中止になった[14][15]。